# Episodi di Kappa Mikey (prima stagione)
La prima stagione della serie animata Kappa Mikey, composta da 26 episodi, è stata trasmessa negli Stati Uniti d'America da Nicktoons dal 25 febbraio 2006 al 28 aprile 2007.
In Italia la stagione è stata trasmessa dall'ottobre 2006 su Nickelodeon.
| nº | Titolo originale                 | Titolo italiano                     | Prima TV USA     | Prima TV Italia |
| -- | -------------------------------- | ----------------------------------- | ---------------- | --------------- |
| 1  | The Lost Pilot                   | Cercasi eroe disperatamente         | 6 gennaio 2007   | 2006            |
| 2  | The Switch                       |                                     | 25 febbraio 2006 | 2006            |
| 3  | Mikey Impossible                 | Missione Bonsai                     | 25 febbraio 2006 | 2006            |
| 4  | Ship of Fools                    | Mai fidarsi dei pirati              | 4 marzo 2006     | 2006            |
| 5  | Saving Face                      | Salviamo la faccia                  | 11 marzo 2006    | 2006            |
| 6  | The Fugi-Kid                     | Il fuggitivo                        | 18 marzo 2006    | 2006            |
| 7  | Mikey Likes It                   | Mikey-Riciclatutto                  | 25 marzo 2006    | 2006            |
| 8  | Easy Come, Easy Gonard           | Tanti presi, tanti spesi            | 27 maggio 2006   | 2006            |
| 9  | Lily Meow                        | Lilymiao                            | 3 giugno 2006    | 2006            |
| 10 | Splashomon                       | Lo strano caso del pesce rapito     | 27 agosto 2006   | 2006            |
| 11 | The Good, The Bad, and the Mikey | Il buono, il brutto e il Mikey      | 8 luglio 2006    | 2006            |
| 12 | The Sumo of All Fears            | Ci vuole un fisico bestiale         | 5 agosto 2006    | 2006            |
| 13 | Lost in Transportation           | Perso per strada                    | 20 agosto 2006   | 2006            |
| 14 | Big Trouble in Little Tokyo      | Grossi problemi nella piccola Tokyo | 3 settembre 2006 | 2006            |
| 15 | The Phantom of the Soundstage    | Il fantasma del palcoscenico        | 28 ottobre 2006  | 2006            |
| 16 | Battle of the Bands              | La Lilymu Band                      | 4 novembre 2006  | 2006            |
| 17 | La Cage Aux Mikey                | Bugie su bugie                      | 27 gennaio 2007  | 2006            |
| 18 | Reality Bites                    | Il reality show di Lilymu           | 3 febbraio 2007  | 2006            |
| 19 | A Christmas Mikey                | Un Natale alla Mikey                | 9 dicembre 2006  | 2006            |
| 20 | With Fans Like These             | Con fan come questi...              | 17 febbraio 2007 | 2006            |
| 21 | Big Brozu                        | Il grande Brozu                     | 19 febbraio 2007 | 2006            |
| 22 | The Man Who Would Be Mikey       | Mikey e la spada nella roccia       | 3 marzo 2007     | 2006            |
| 23 | Uh Oh, Guano                     | Guano, la superstar                 | 24 marzo 2007    | 2006            |
| 24 | Like Ozu, Like Son               | Tale Ozu, tale figlio               | 7 aprile 2007    | 2006            |
| 25 | Le Femme Mitsuki                 | Agente Mitsuki                      | 21 aprile 2007   | 2006            |
| 26 | The Oni Express                  | L'ordine degli Oni                  | 28 aprile 2007   | 2006            |